# Mazama tienhoveni
Mazama tienhoveni és una espècie d'artiodàctil de la família dels cèrvids. És endèmic del centre-sud de l'Amazones, prop del riu Aripuanã (Brasil). Té el pelatge de color marró clar, amb tonalitats més blanques als flancs i el ventre. L'espècie fou anomenada en honor de l'advocat i naturalista neerlandès Pieter Gerbrand van Tienhoven, un dels fundadors de la Unió Internacional per a la Conservació de la Natura (UICN).